# Chiesa del Profeta Elia (Nižnij Novgorod)
La chiesa del Profeta Elia (in russo Церковь Ильи Пророка?) è una chiesa di Nižnij Novgorod, in Russia. Dà il nome ad una delle strade principali della città, la Il'inskaja Ulica. Inoltre, anche la Torre Nord del Cremlino di Nižnij Novgorod, viene chiamata Torre di Elia per la vicinanza alla chiesa.

## Storia e descrizione

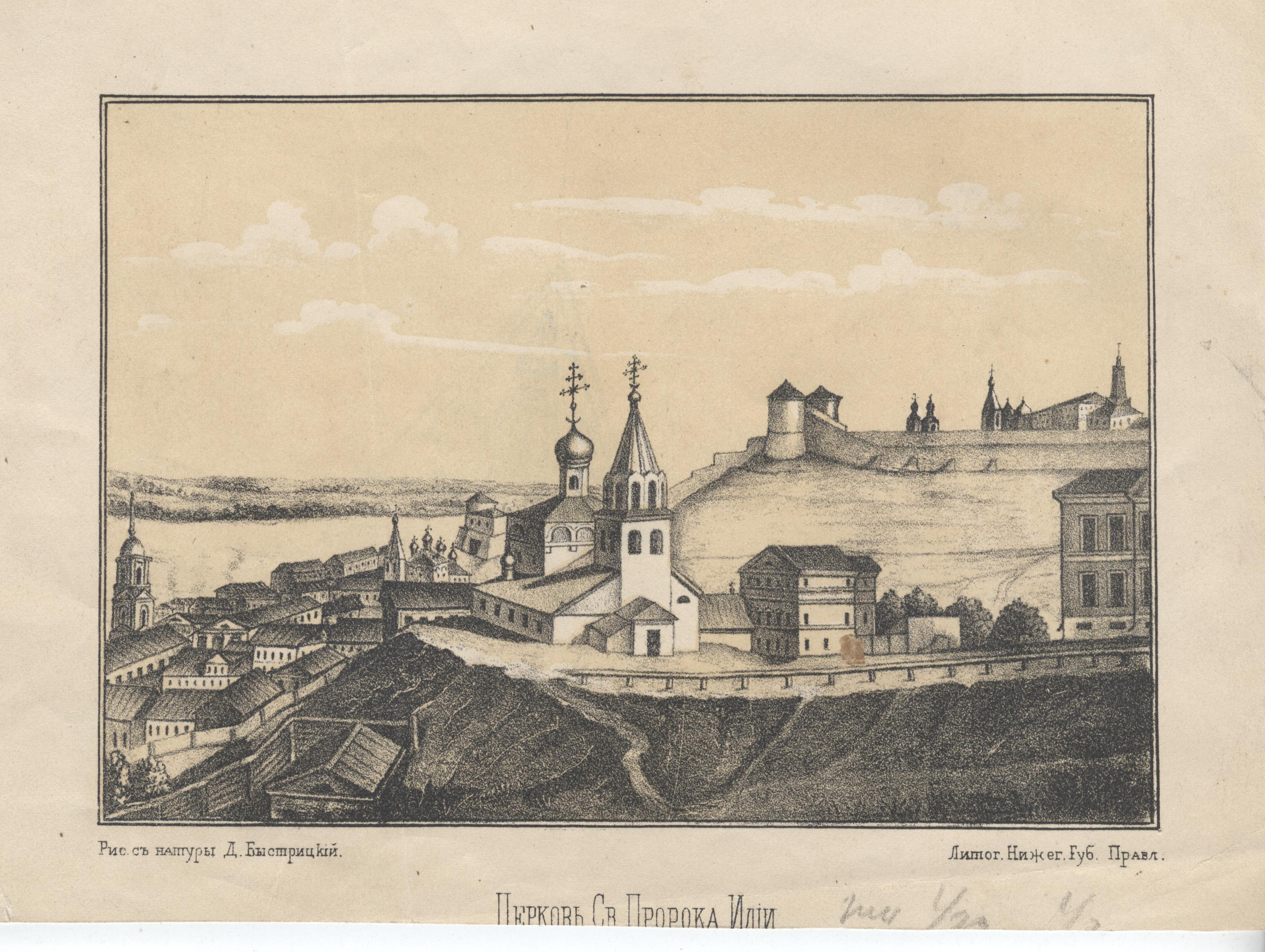
La chiesa del Profeta Elia in una cartolina del XIX secolo

La struttura originaria in legno fu edificata nel 1506, al fine di celebrare la liberazione di Nižnij Novgorod dall'occupazione tartara guidata da Möxämmädämin di Kazan'. Secondo la leggenda presso il luogo in cui fu edificata la chiesa sorgeva la tenda di un nobile nogai.
Nel 1655 la chiesa fu demolita e ricostruita in pietra su iniziativa di un sacerdote di nome Stefan. Nel 1874 al tempio furono aggiunti il refettorio ed una nuova cupola, secondo le indicazioni del progetto dell'architetto I.M. Kostrjukov.
Nel 1932 le autorità comuniste imposero la chiusura della chiesa al culto. Fino al crollo dell'Unione Sovietica la struttura ospitò al proprio interno un panificio. Fu restituita alla Chiesa ortodossa russa nel 1995, anno in cui ripresero le funzioni religiose al suo interno. Custodisce alcune reliquie del santo patriarca di Mosca Giobbe. È tuttora soggetta ad interventi di restauro.